# Orlando Peçanha de Carvalho
Orlando Peçanha de Carvalho, kortweg Orlando of Orlando Peçanha, (Niterói, 20 september 1935 – Rio de Janeiro, 10 februari 2010) was een Braziliaans voetballer.
Orlando speelde achtereenvolgens bij Vasco da Gama (1955–1960), Boca Juniors (1960–1964) en Santos (1965–1967). In totaal behaalde hij drie nationale titels. In 1962 en 1964 met Boca Juniors en in 1965 met Santos.
Hij maakte deel uit van het Braziliaans voetbalelftal dat het wereldkampioenschap voetbal 1958 won en nam ook deel aan het wereldkampioenschap voetbal 1966. In totaal speelde hij 34 maal mee met het Braziliaans voetbalelftal.
Hij overleed in februari 2010 aan een hartinfarct.

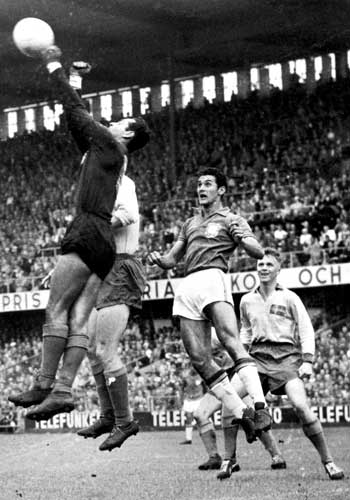
Brazilië - Zweden 1958. Keeper Gilmar pakt de bal, met achter hem Orlando Peçanha.

1 Castilho ·
2 Bellini  ·
3 Nílton Santos ·
4 Djalma Santos ·
5 Dino Sani ·
6 Didi ·
7 Zagallo ·
8 Oreco ·
9 Zózimo ·
10 Pelé ·
11 Garrincha ·
12 Gilmar ·
13 Moacir ·
14 De Sordi ·
15 Orlando ·
16 Mauro Ramos ·
17 Joel ·
18 Altafini ·
19 Zito ·
20 Vava ·
21 Dida ·
22 Pepe ·
Coach: Feola